# Grand Prix Německa 2000
Grand Prix Německa LXII Großer Mobil 1 Preis von Deutschland
- 30. červenec 2000
- Okruh Hockenheim
- 45 kol x 6,825 km = 307,125 km
- 657. Grand Prix
- 1. vítězství Rubense Barrichella
- 131. vítězství pro Ferrari

## Výsledky
| Pozice | Jezdec                | Vůz             | Čas         |
| ------ | --------------------- | --------------- | ----------- |
| 1      | Rubens Barrichello    | Ferrari F1-2000 | 1:25'34.418 |
| 2      | Mika Häkkinen         | McLaren MP4/15  | á 0:07:452  |
| 3      | David Coulthard       | McLaren MP4/15  | á 0:21:168  |
| 4      | Jenson Button         | Williams FW22   | á 0:22:685  |
| 5      | Mika Salo             | Sauber C19      | á 0:27:112  |
| 6      | Pedro de la Rosa      | Arrows A21      | á 0:29:080  |
| 7      | Ralf Schumacher       | Williams FW22   | á 0:30:898  |
| 8      | Jacques Villeneuve    | BAR 002         | á 0:47:537  |
| 9      | Jarno Trulli          | Jordan EJ10     | á 0:50:901  |
| 10     | Eddie Irvine          | Jaguar R1       | á 1:19:664  |
| 11     | Gaston Mazzacane      | Minardi M02     | á 1:29:504  |
| 12     | Nick Heidfeld         | Prost AP03      | á 5 kol     |
| Kolo   | Odstoupili            | -               | -           |
| 39     | Heinz-Harald Frentzen | Jordan EJ10     | Elektronika |
| 39     | Jos Verstappen        | Arrows A21      | Spojka      |
| 37     | Ricardo Zonta         | BAR 002         | Nehoda      |
| 33     | Marc Gené             | Minardi M02     | Motor       |
| 31     | Alexander Wurz        | Benetton B200   | Převodovka  |
| 29     | Pedro Diniz           | Sauber C19      | Spojka      |
| 29     | Jean Alesi            | Prost AP03      | Spojka      |
| 12     | Johnny Herbert        | Jaguar R1       | Rozvodovka  |
| 1      | Michael Schumacher    | Ferrari F1-2000 | Smyk        |
| 5      | Giancarlo Fisichella  | Benetton B200   | Smyk        |

### Nejrychlejší kolo
- Rubens BARRICHELLO Ferrari 	1'44300 – 235.501 km/h

### Vedení v závodě
- 1-25 kolo Mika Häkkinen
- 26-27 kolo David Coulthard
- 28-35 kolo Mika Häkkinen
- 36-45 kolo Rubens Barrichello

### Postavení na startu
- Zeleně – startoval z konce startovního pole

| 1. řada  | 1                     | 2                  |
|          | David Coulthard       | Michael Schumacher |
|          | McLaren               | Ferrari            |
|          | 1'45,697              | 1'47,063           |
| 2. řada  | 3                     | 4                  |
|          | Giancarlo Fisichella  | Mika Hakkinen      |
|          | Benetton              | McLaren            |
|          | 1'47.130              | 1'47.162           |
| 3. řada  | 5                     | 6                  |
|          | Pedro De La Rosa      | Jarno Trulli       |
|          | Arrows                | Jordan             |
|          | 1'47.786              | 1'47.833           |
| 4. řada  | 7                     | 8                  |
|          | Alexander Wurz        | Johnny Herbert     |
|          | Benetton              | Jaguar             |
|          | 1'48.037              | 1'48.078           |
| 5. řada  | 9                     | 10                 |
|          | Jacques Villeneuve    | Eddie Irvine       |
|          | BAR                   | Jaguar             |
|          | 1'48.121              | 1'48.309           |
| 6. řada  | 11                    | 12                 |
|          | Jos Verstappen        | Ricardo Zonta      |
|          | Arrows                | BAR                |
|          | 1'48.321              | 1'48.665           |
| 7. řada  | 13                    | 14                 |
|          | Nick Heidfeld         | Ralf Schumacher    |
|          | Prost                 | Williams           |
|          | 1'48.690              | 1'48.841           |
| 8. řada  | 15                    | 16                 |
|          | Mika Salo             | Jenson Button      |
|          | Sauber                | Williams           |
|          | 1'49.204              | 1'49.215           |
| 9. řada  | 17                    | 18                 |
|          | Heinz Herald Frentzen | Rubens Barrichello |
|          | Jordan                | Ferrari            |
|          | 1'49.280              | 1'49.544           |
| 10. řada | 19                    | 20                 |
|          | Pedro Diniz           | Jean Alesi         |
|          | Sauber                | Prost              |
|          | 1'49.936              | 1'50.289           |
| 11. řada | 21                    | 22                 |
|          | Gaston Mazzacane      | Marc Gené          |
|          | Minardi               | Minardi            |
|          | 1'51.611              | 1'53.094           |
| -------- | --------------------- | ------------------ |

- 107 % = 1'53"096

### Zajímavosti
- 10 pole position pro Davida Coultharda
- V průběhu závodu se na trať dostal muž s transparentem, který tak protestoval proti svému propuštění z fabriky Mercedes.

| Pole position      | Vítězství          | Nej. kolo          |
| Spojené království | Brazílie           | Brazílie           |
| David Coulthard    | Rubens Barrichello | Rubens Barrichello |
| McLaren MP4/15     | Ferrari F1-2000    | Ferrari F1-2000    |
| 1'45.697           | 1:25'34.418        | 1'44.300           |
| 232.457 km/h       | 215.341 km/h       | 235.570 km/h       |
| ------------------ | ------------------ | ------------------ |

### Stav MS
- Zelená – vzestup
- Červená – pokles

| *  | Jezdec                | Body |
| -- | --------------------- | ---- |
| 1  | Michael Schumacher    | 56   |
| 2  | David Coulthard       | 54   |
| 3  | Mika Häkkinen         | 54   |
| 4  | Rubens Barrichello    | 46   |
| 5  | Giancarlo Fisichella  | 18   |
| 6  | Ralf Schumacher       | 14   |
| 7  | Jacques Villeneuve    | 11   |
| 8  | Jenson Button         | 8    |
| 9  | Jarno Trulli          | 6    |
| 10 | Mika Salo             | 6    |
| 11 | Heinz-Harald Frentzen | 5    |
| 12 | Eddie Irvine          | 3    |
| 13 | Jos Verstappen        | 2    |
| 14 | Pedro de la Rosa      | 2    |
| 14 | Ricardo Zonta         | 1    |

| * | Vůz      | Body |
| - | -------- | ---- |
| 1 | Ferrari  | 102  |
| 2 | McLaren  | 98   |
| 3 | Williams | 22   |
| 4 | Benetton | 18   |
| 5 | BAR      | 12   |
| 6 | Jordan   | 11   |
| 7 | Sauber   | 6    |
| 8 | Arrows   | 4    |
| 9 | Jaguar   | 3    |

| * | Jezdec         | Body |
| - | -------------- | ---- |
| 1 | Německo        | 75   |
| 2 | Velká Británie | 65   |
| 2 | Finsko         | 60   |
| 4 | Brazílie       | 47   |
| 4 | Itálie         | 24   |
| 6 | Kanada         | 11   |
| 7 | Nizozemsko     | 2    |
| 8 | Španělsko      | 2    |